# Melissa C. Hill
Melissa Christina Hill (* 31. August 1990 in Gunzenhausen, geborene Melissa Christina Feurer) ist eine deutsche Autorin. Viele ihrer Werke erschienen (auch nach ihrer Hochzeit) unter dem Geburtsnamen Melissa C. Feurer.

## Leben und Wirken
Hill wuchs als jüngstes von vier Kindern in einer Familie in Gunzenhausen auf. Sie begann mit dem Verfassen von Texten im Bereich der Fantasy- und Jugendliteratur und veröffentlichte 2008 ihren ersten Jugendroman Wo die Hoffnung klingt: knocking on heaven's door als Book-on-Demand.
2010 legte Hill ihr Abitur am Gunzenhäuser Simon-Marius-Gymnasium ab und begann ein Studium für das Lehramt an Grundschulen an der Julius-Maximilians-Universität Würzburg. Im selben Jahr erschien im Verlag der Francke-Buchhandlung mit Regentropfentage ihr erster Roman, der dem Genre der christlichen Jugendliteratur zuzuordnen ist. In diesem Verlag veröffentlichte sie weitere Jugendromane.
Neben Romanen schreibt Hill auch Kurzgeschichten, die seit 2009 in Büchern und Zeitschriften veröffentlicht wurden. 2011 erschien der gemeinsam mit ihrer Kommilitonin Jean C. M. Kristensen verfasste Roman Herzstolpern. Der 2013 veröffentlichte Roman Der Soundtrack deines Lebens basiert dabei auf ihrem Erstlingswerk aus dem Jahr 2008. Nachdem ihre bisherigen Bücher an realen Orten und in der Gegenwart spielten, erschien 2015 ihre erste Dystopie Fischerkinder.
2020 erschien der erste Band ihrer Kinderbuchreihe Fuchs und Dachs und seit 2022 schreibt sie unter ihrem Ehenamen zusammen mit Anja Stapor Jugendthriller.
Hill arbeitet außerdem als Grundschullehrerin.
Melissa C. Hill ist seit 2014 verheiratet, Mutter von zwei Kindern und lebt in Mittelfranken.

## Auszeichnungen
Ihre Kurzgeschichte Willkommen zu Hause wurde 2009 beim 21. Literaturwettbewerb der Nürnberger Kulturläden prämiert, die Kurzgeschichte Am seidenen Faden 2010 beim 22. Literaturpreis der Nürnberger Kulturläden.
Im Rahmen der Leipziger Buchmesse 2015 wurde ihr für das Konzept des Romans Fischerkinder der vom Brendow-Verlag ausgeschriebene C. S. Lewis-Preis verliehen.
Mit Lupus Noctis war sie gemeinsam mit ihrer Autorenkollegin Anja Stapor 2023 für den Friedrich-Glauser-Preis im Bereich „Jugendkrimi“ und 2024 für den Viktor-Crime-Award nominiert und wurde mit dem Landshuter Jugendbuchpreis ausgezeichnet.

## Werke
- Wo die Hoffnung klingt: knocking on heaven's door. Books on Demand, Norderstedt 2008, ISBN 978-3-8370-2847-8.
- mit Jean C. M. Kristensen (Hrsg.): Nachtgespinst. Anthologie. Books on Demand, Norderstedt 2009, ISBN 978-3-8391-2363-8.
- Regentropfentage. Francke, Marburg an der Lahn 2010, ISBN 978-3-86827-168-3.
- Schattenseite. Francke, Marburg an der Lahn 2011, ISBN 978-3-86827-250-5.
- mit Jean C. M. Kristensen: Herzstolpern. Francke, Marburg an der Lahn 2011, ISBN 978-3-86827-249-9.
- Mitbewohner gesucht. Francke, Marburg an der Lahn 2013, ISBN 978-3-86827-379-3.
- Der Soundtrack deines Lebens. Francke, Marburg an der Lahn 2013, ISBN 978-3-86827-419-6 (basierend auf Wo die Hoffnung klingt).
- Überraschend anders. Francke, Marburg an der Lahn 2015, ISBN 978-3-86827-505-6.
- Die Fischerkinder: Das verbotene Buch. Brendow, Moers 2015, ISBN 978-3-86506-756-2.
- Die Ausreißer – Sehnsucht nach Meer. Fontis, Basel 2018, ISBN 978-3-03848-140-9
- Die Fischerkinder: Im Auge des Sturms. Brendow, Moers 2018, ISBN 978-3-96140-062-1.
- Fuchs und Dachs. Francke, Marburg an der Lahn 2019, ISBN 978-3-96362-100-0.
- Fuchs und Dachs: Ein Wald voller Abenteuer. Francke, Marburg an der Lahn 2020, ISBN 978-3-96362-147-5.
- Fuchs und Dachs retten den Wald. Francke, Marburg an der Lahn 2022, ISBN 978-3-96362-272-4.
- Die Fischerkinder: Der Kampf um die Krone. Francke, Marburg an der Lahn 2022, ISBN 978-3-96362-275-5.
- mit Anja Stapor: Lupus Noctis. Dressler, Hamburg 2022, ISBN 978-3-7513-0085-8.
- mit Anja Stapor: Tristan Mortalis. Dressler, Hamburg 2023, ISBN 978-3-7513-0103-9.
- Love Always Hopes. Francke, Marburg an der Lahn 2023, ISBN 978-3-96362-347-9.
- Love Sometimes Hurts. Francke, Marburg an der Lahn 2024, ISBN 978-3-96362-377-6.
- Love Never Fails. Francke, Marburg an der Lahn 2024, ISBN 978-3-96362-404-9.
- mit Anja Stapor: Villa Obscura. Verlagsgruppe Oetinger, Hamburg 2024, ISBN 978-3-7512-0455-2.